# Комиссия по историческому просвещению
Комиссия по историческому просвещению — межведомственная комиссия, созданная президентом России Владимиром Путиным в июле 2021 года. Её первым руководителем стал Владимир Мединский. Создание комиссии оценивается некоторыми учёными как начало работы государства по унификации всей советской истории.

## Предыстория
В 1980-х годах сначала в Европе (ФРГ, Бельгия, Польша, Югославия, Испания), а затем и в других частях света (Кипр, Австралия, Уругвай) зародилась так называемая «историческая политика». Она была связана отчасти с переосмыслением тяжёлых страниц прошлого, попытками восстановить историческую справедливость, допущенную ранее по отношению к определённым национальным или социальным группам. В государствах, появившихся после распада СССР и Югославии, она была обусловлена ещё и стремлением идеологически обеспечить национальную идентичность. Проведение такой политики сопровождалось обычно созданием и соответствующих структур: комиссий, институтов национальной памяти и т. п.
В России первая попытка такого рода была предпринята в 2009 году, когда при президенте России появилась Комиссия по противодействию попыткам фальсификации истории в ущерб интересам России. Профессиональные историки составляли в ней явное меньшинство, она состояла в основном из государственных служащих разных ведомств. Работа комиссии не отличалась гласностью, не были обнародованы отчёты, которые бы позволили судить о реальных результатах её деятельности. Этот орган, вызывавший в основном критику со стороны историков и журналистов, был без каких-либо обсуждений и официального подведения итогов работы ликвидирован президентским указом в 2012 году.

## Создание
Межведомственная комиссия по историческому просвещению была создана в соответствии с указом президента Российской Федерации №442 от 30 июля 2021 года. Её задача, согласно этому документу, — «обеспечение планомерного и наступательного подхода к вопросу отстаивания национальных интересов Российской Федерации, связанных с сохранением исторической памяти и развитием просветительской деятельности в области истории». Комиссия должна координировать деятельность научного сообщества и органов власти по выработке единого подхода к историческому просвещению, предупреждать попытки «фальсификации истории», анализировать деятельность иностранных структур, которая «наносит ущерб национальным интересам России в исторической сфере».
Предшествующий опыт отечественной «исторической политики» ни в указе № 442, ни в приложенном к нему положении не получил никаких оценок. В этих документах обойдено молчанием и существование Комиссии по противодействию попыткам фальсификации истории в ущерб интересам России (2009–2012).
Первым руководителем комиссии стал Владимир Мединский — бывший министр культуры, а на момент назначения помощник президента и председатель РВИО. В комиссию вошли представители администрации президента, аппарата Совета безопасности, Генеральной прокуратуры, Следственного комитета, МИД, Минобороны, МВД, Минкультуры, Минпросвещения, Минобрнауки, Минпросвещения, Минцифры, Минюста, СВР, ФСБ, Росархива, Российской академии наук, Российского исторического общества, общества «Знание», ВГТРК.

## Оценки
На создание комиссии сразу откликнулся председатель комиссии Госдумы по расследованию фактов внешнего вмешательства во внутренние дела РФ Василий Пискарёв. По его словам, Путин сделал «своевременный шаг по защите суверенитета и исторического наследия» России: создание новой комиссии должно помочь в «защите национальных интересов». Депутат Ирина Белых приветствовала создание комиссии как «важный шаг в деле равития исторического просвещения». С другой стороны прозвучало мнение о том, что в России «растёт давление государства на историков и журналистов, изучающих историю советского периода», и что появление новой комиссии — часть этого процесса.
Президентский указ может рассматриваться как начало государственной работы по унификации всей советской истории. Глава научного совета РВИО Анатолий Кошкин уверен, что необходимость такой работы (в частности, в связи с исследованиями, связанными с Великой Отечественной войной) давно назрела. «В настоящее время идет кибервойна против нашей страны, — заявил Кошкин, — и история является важным фронтом этой борьбы. К сожалению, в нашей стране есть историки и публицисты, которые солидаризируются с недружественными нашей стране и нашему народу концепциями истории в западных странах. Я думаю, что координация в какой-то степени исследований на историческую тему и противодействие тем, кто пытается сознательно исказить роль Советского Союза в войне, роль советского народа в победе, деятельность этой комиссии в этом плане, на мой взгляд, будет полезной».
Член Вольного исторического общества Константин Морозов полагает, что обществу нужна свободная дискуссия на околоисторические темы и что создание комиссий такого рода таит риск вторжения политики в науку. О возникшей опасности говорит и Тамара Эйдельман: «История крайне идеологизирована. Особенно в их [силовиков] представлении. Шаг в сторону — это преступление против патриотизма, скреп, государственности. И так далее. С этим они и собираются бороться». Историк Иван Курилла считает, что путинский режим может настроить против себя такого рода действиями весь «исторический цех». Игорь Курляндский высказал свои надежды «на мертворождённость или низкую эффективность в будущем работы этой комиссии, — массовый отказ от сотрудничества с ней честных историков, саботаж её установок и команд научными историческими институтами, противодействие гонениям в этой связи и т. д.». Вера Афанасьева уверена: «поскольку нет в мире ни одной независимой исторической школы, ни одного нормального исследователя, чьи научные взгляды совпадали бы с исторической концепцией Мединского, то „анализировать“ будут всех и больно».
По-видимому, деятельность комиссии будет касаться в первую очередь памяти о Великой Отечественной войне. При этом историк и социолог Дина Хапаева считает, что ещё одним важным направлением станет создание новых, более позитивных, представлений об Иване Грозном и опричнине как часть политики «неомедиевализма».
Авторы телеграм-канала «СерпомПо» отметили, что «историческое просвещение» не спасло от развала Советский Союз и что Мединский наверняка потерпит неудачу. Николай Сванидзе уверен, что комиссия не нужна и что непонятно, какую роль в её работе должны играть силовики; Мединскому в связи с его новым назначением он готов сочувствовать. Сванидзе считает эту комиссию более опасной, чем её предшественница: это первый случай, когда российские силовики намерены принять непосредственное участие в формировании исторического дискурса.
Множество отзывов появилось и в социальных сетях. Одни комментаторы одобряют создание комиссии, говоря, что «нужно отсечь влияние Запада навсегда», другие пишут о «нашем ответе Геббельсу».